# Mezquita Eski Imaret
La mezquita de Eski Imaret (en turco: Eski Imaret Camii) es una antigua iglesia ortodoxa oriental convertida en mezquita por los otomanos. La iglesia se ha identificado tradicionalmente con la perteneciente al Monasterio de Cristo Pantepoptes (en griego: Μονή του Χριστού Παντεπόπτη), que significa «Cristo que todo lo ve». Es la única iglesia del siglo XI documentada que sobrevive intacta, y representa un monumento clave de la arquitectura bizantina media. A pesar de ello, el edificio sigue siendo uno de los menos estudiados de la ciudad.
El edificio se encuentra en Estambul, en el distrito de Fatih, en el barrio de Zeyrek, una de las zonas más pobres de la ciudad amurallada. Se encuentra a menos de un kilómetro al noroeste del complejo de Zeyrek.

## Historia
Algún tiempo antes de 1087, Ana Dalasena, madre del emperador bizantino Alejo I Comneno, construyó en la cima de la cuarta colina de Constantinopla un convento de monjas, dedicado a Christos Pantepoptes, donde se retiró al final de su vida, siguiendo la costumbre imperial. El convento contaba con una iglesia principal, también dedicada a los Pantepoptes.
El 12 de abril de 1204, durante el asedio de Constantinopla, el emperador Alejo V Ducas estableció su cuartel general cerca del monasterio. Desde esta atalaya pudo ver cómo la flota veneciana al mando del dux Enrico Dandolo se desplegaba entre el monasterio de los Euergetes y la iglesia de Santa María de las Blanquernas antes de atacar la ciudad. Tras el éxito del ataque se dio a la fuga abandonando su tienda de púrpura en el lugar, y permitiendo así que Balduino I de Constantinopla pasara su noche de victoria en su interior. El complejo fue saqueado por los cruzados, y después fue asignado a los monjes benedictinos de San Giorgio Maggiore. Durante la ocupación latina de Constantinopla (1204-1261) el edificio se convirtió en una iglesia católica.
Basándose en esta información, el Patriarca Constancio I de Constantinopla (1830-1834) identificó el Eski Imaret con la iglesia de Pantepoptes. Esta identificación ha sido ampliamente aceptada desde entonces, con la excepción de Cyril Mango, que argumentó, que la ubicación del edificio no permitía en realidad una visión completa del Cuerno de Oro, y propuso la zona actualmente ocupada por la Mezquita del Sultán Selim de Yavuz como lugar alternativo para el Monasterio de Pantepoptes. Austay-Effenberger y Effenberger coincidieron con Mango y propusieron una identificación con la Iglesia de San Constantino, fundada por la emperatriz Teófano a principios del siglo X, destacando sus similitudes con el contemporáneo monasterio de los Labios.
Inmediatamente después de la conquista otomana de Constantinopla en 1453, la iglesia se convirtió en una mezquita, mientras que los edificios del monasterio se utilizaron como zauía, madrasa e imaret para la cercana mezquita de Fatih, que entonces estaba en construcción. El nombre turco de la mezquita («la mezquita del antiguo comedor») hace referencia a esto.
El complejo fue asolado varias veces por el fuego, y los últimos restos del monasterio desaparecieron hace aproximadamente un siglo. Hasta 1970, el edificio se utilizó como escuela de Corán, y ese uso lo hizo casi inaccesible para el estudio 
arquitectónico. En 1970, la mezquita fue parcialmente cerrada y restaurada por el arquitecto turco Fikret Çuhadaroglu. A pesar de ello, el edificio parece estar en bastante mal estado.

## Arquitectura

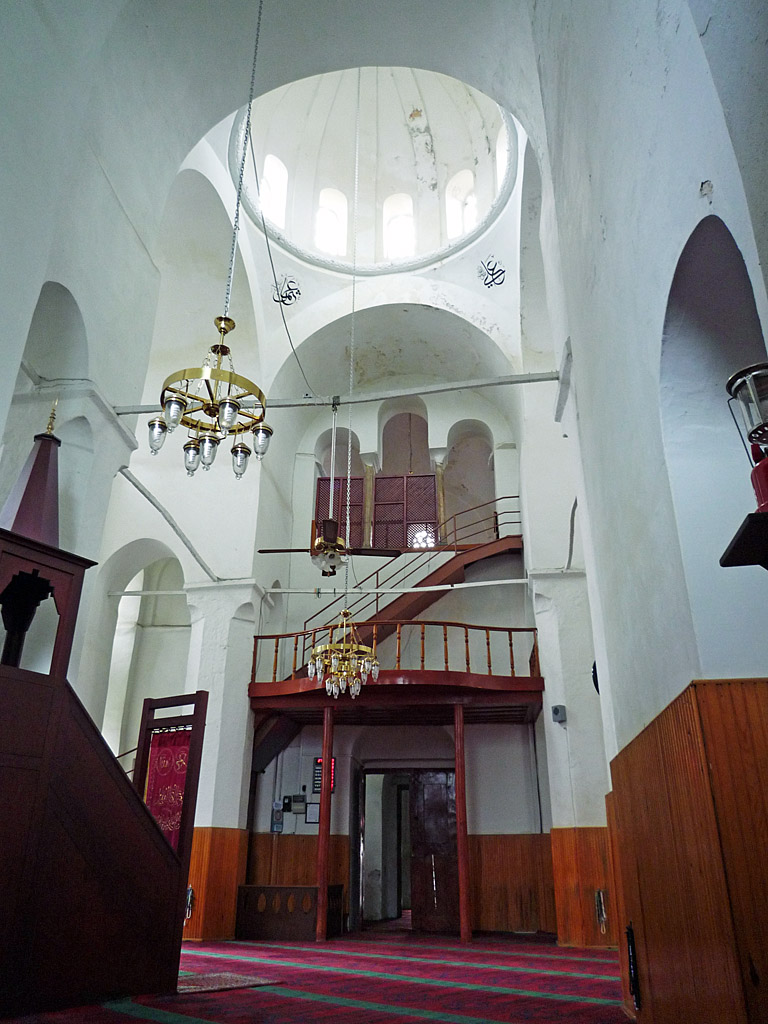
Vista interior.

El edificio se encuentra en una pendiente que domina el Cuerno de Oro y se apoya en una plataforma que es el techo de una cisterna. Está estrechamente delimitado por todos sus lados, lo que dificulta una visión adecuada del exterior. Su mampostería está formada por ladrillo y piedra, y utiliza la técnica del ladrillo empotrado; es el edificio más antiguo que se conserva de Constantinopla en el que se puede observar esta técnica, que es típica de la arquitectura bizantina del Imperio Medio. En esta técnica, las hileras alternas de ladrillos se montan detrás de la línea del muro y se sumergen en un lecho de mortero. Debido a ello, el grosor de las capas de mortero es unas tres veces mayor que el de las capas de ladrillos. Las tejas de ladrillo de su tejado son únicas entre las iglesias y mezquitas de Estambul, que por lo demás están cubiertas de plomo.
La planta pertenece al tipo quincunce) con una cúpula central y cuatro bóvedas, un santuario al este y un esonártex y un exonártex al oeste. Parece ser un añadido de la época paliológica, en sustitución de un antiguo pórtico, y está dividido en tres tramos. Los laterales están coronados por bóvedas de crucería y la central por una cúpula.

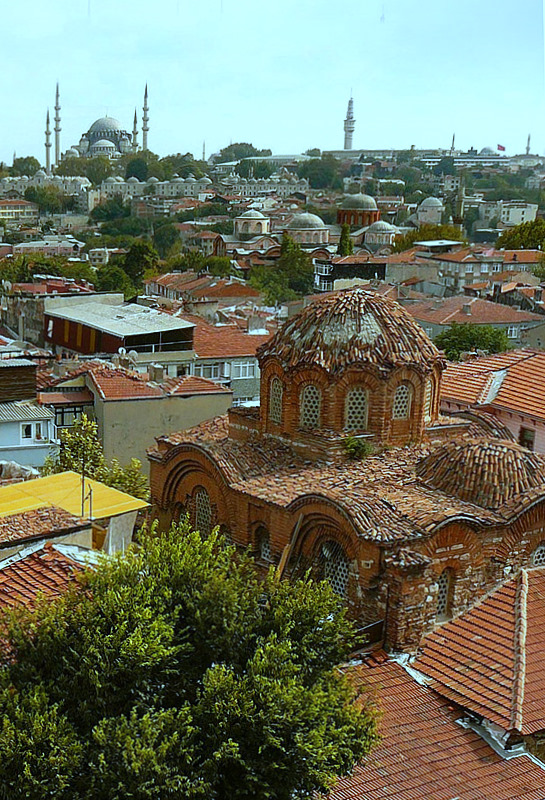
Vista aérea que muestra la ubicación del edificio. Al fondo la Mezquita de Suleymaniye y la Torre de Beyazıt.

Una característica única de este edificio es la galería en forma de U que se extiende sobre el nártex y los dos tramos occidentales del quincunce. La galería tiene ventanas que se abren hacia la naos y el crucero. Es posible que la galería se construyera para el uso privado de la Emperatriz-Madre.
Como en muchas de las iglesias bizantinas que se conservan en Estambul, las cuatro columnas que sostenían el crucero se sustituyeron por pilares y se rellenaron las columnatas de los extremos de los cruceros. Las naves laterales desembocan en pequeñas capillas en forma de hoja de trébol al este, conectadas con el altar y terminadas al este, como el santuario, con un ábside. Estas capillas son la prótesis y el diaconicón. Los otomanos volvieron a construir los ábsides y un alminar, que ya no existe.
La cúpula, a la que durante el periodo otomano se le dio forma de casco, recuperó su línea de techo festoneada original en la restauración de 1970. El tejado de la galería, en forma de tienda, también se ha sustituido por tejas que siguen las curvas de la bóveda.
El exterior presenta ocasionalmente motivos decorativos, como surcos de sol, grecas, ondas de cesto y cloisonnés: este último motivo es típico de la arquitectura griega de este periodo, pero desconocido en otros lugares de Constantinopla. Del interior original no quedan más que algunas molduras de mármol, cornisas y marcos de puertas.
A pesar de su importancia arquitectónica, el edificio sigue siendo uno de los monumentos menos estudiados de Estambul.

## Galería de imágenes

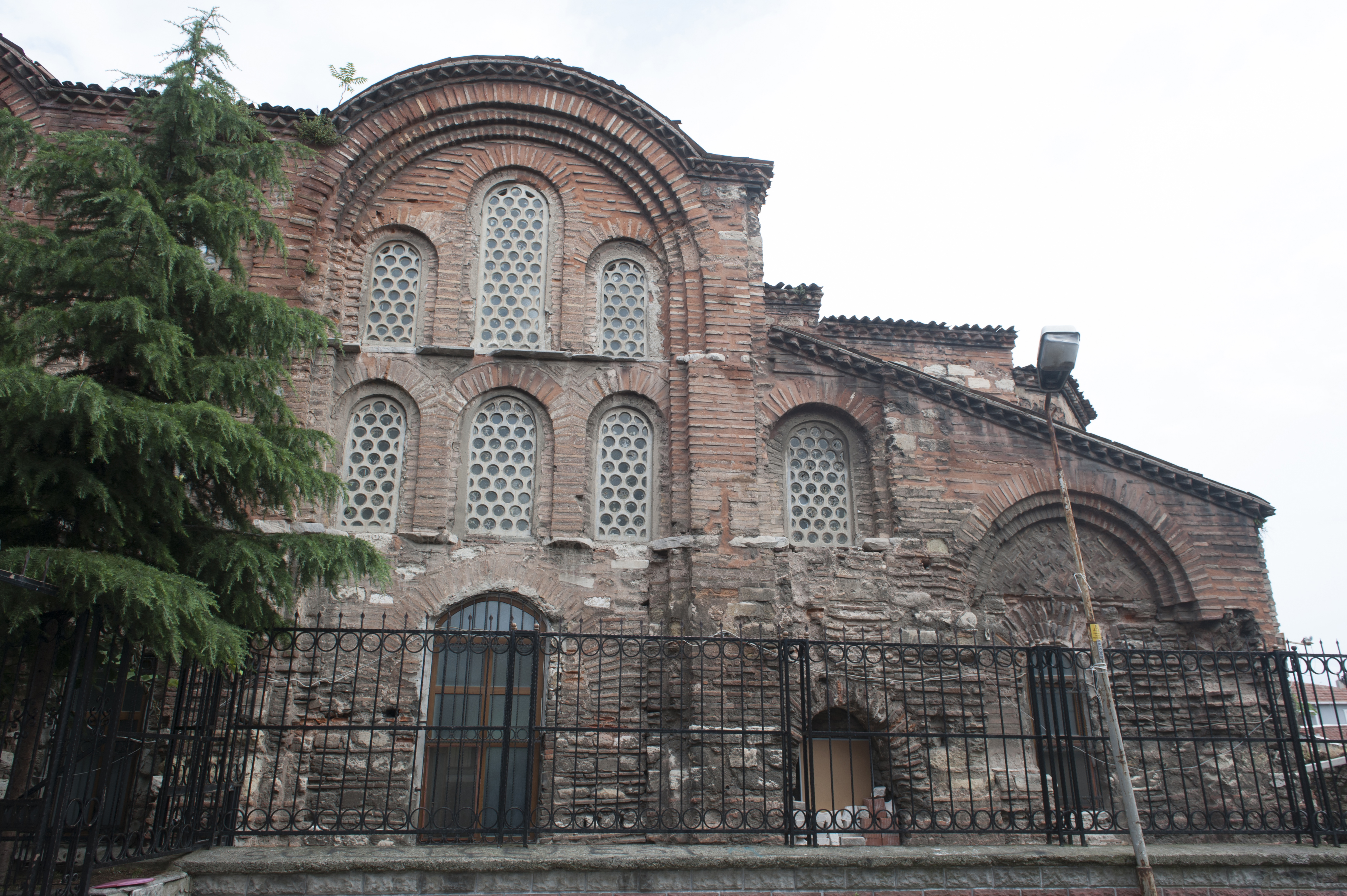
Fachada de la mezquita de Eski Imaret
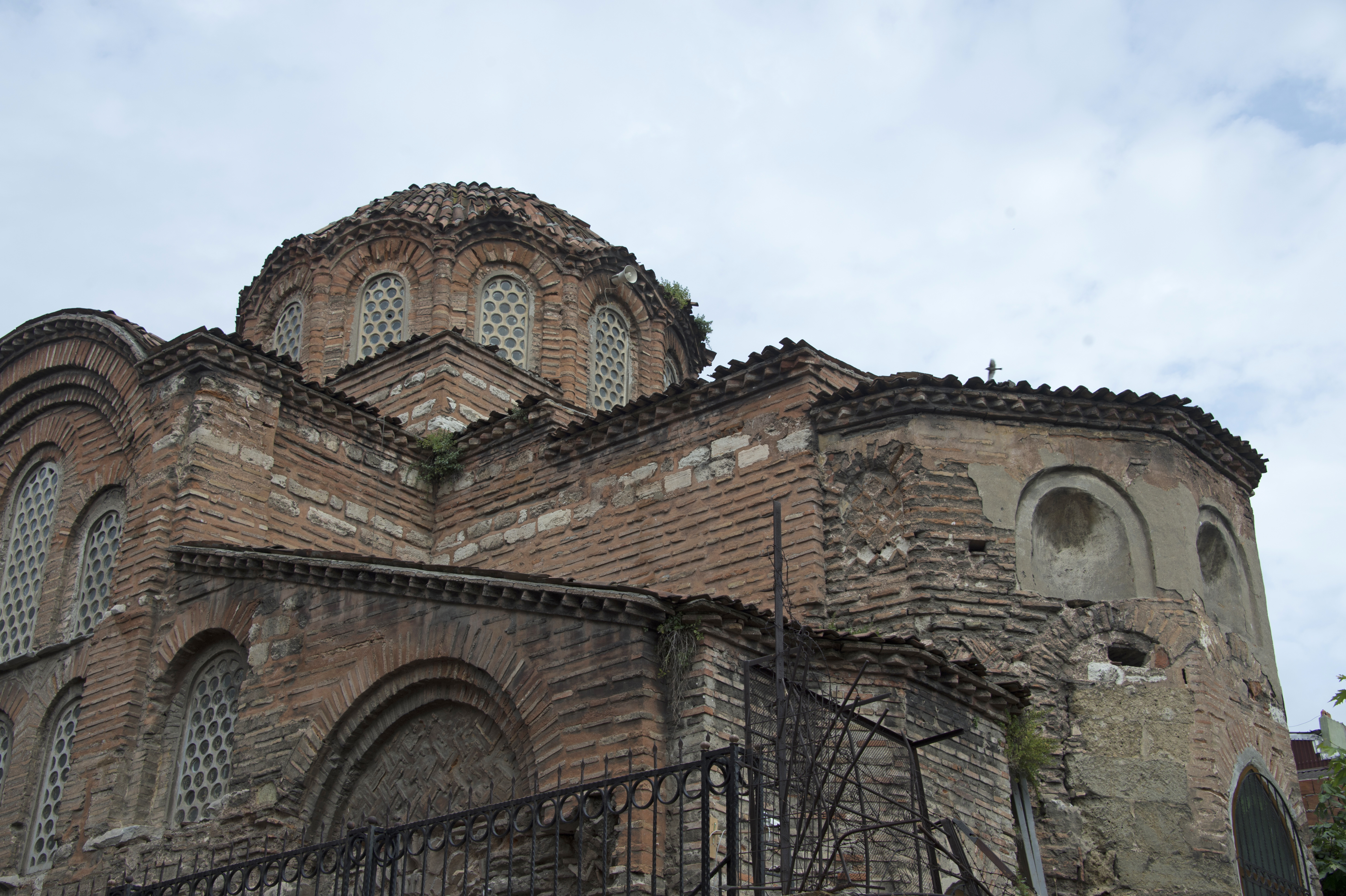
Cúpula y lateral de la mezquita de Eski Imaret
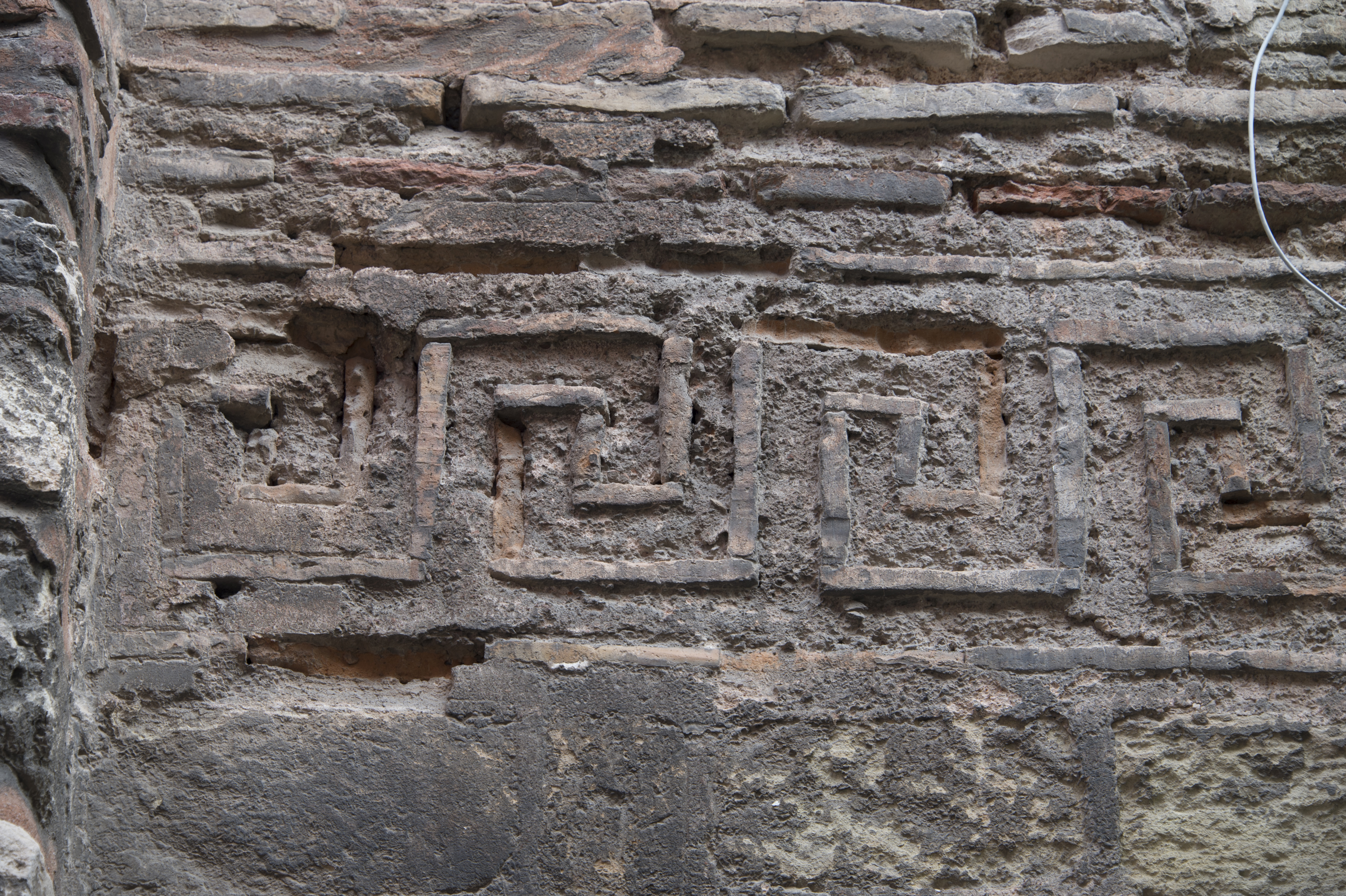
Decoración exterior de la mezquita de Eski Imaret
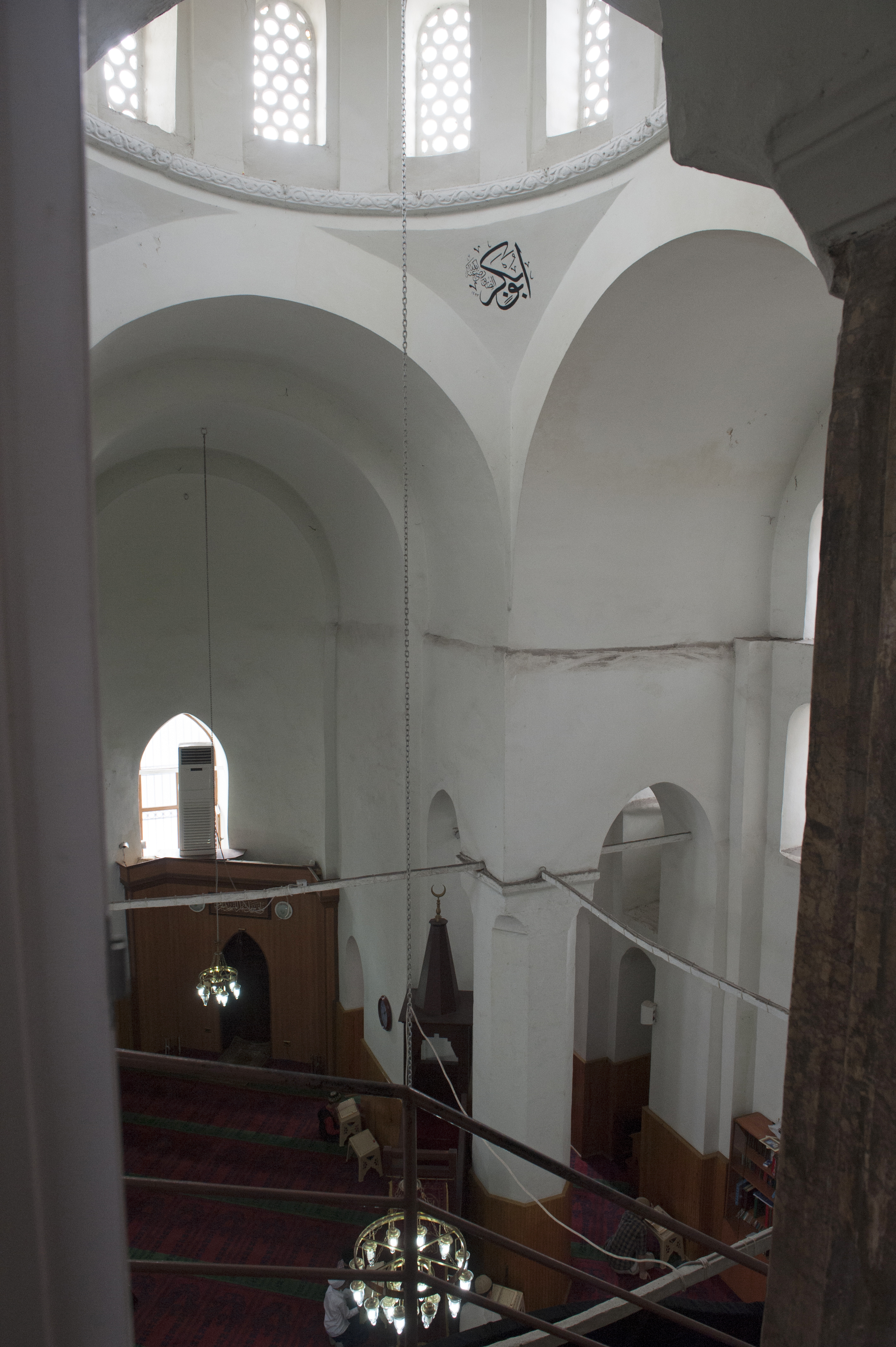
Vista de la mezquita de Eski Imaret desde el primer piso
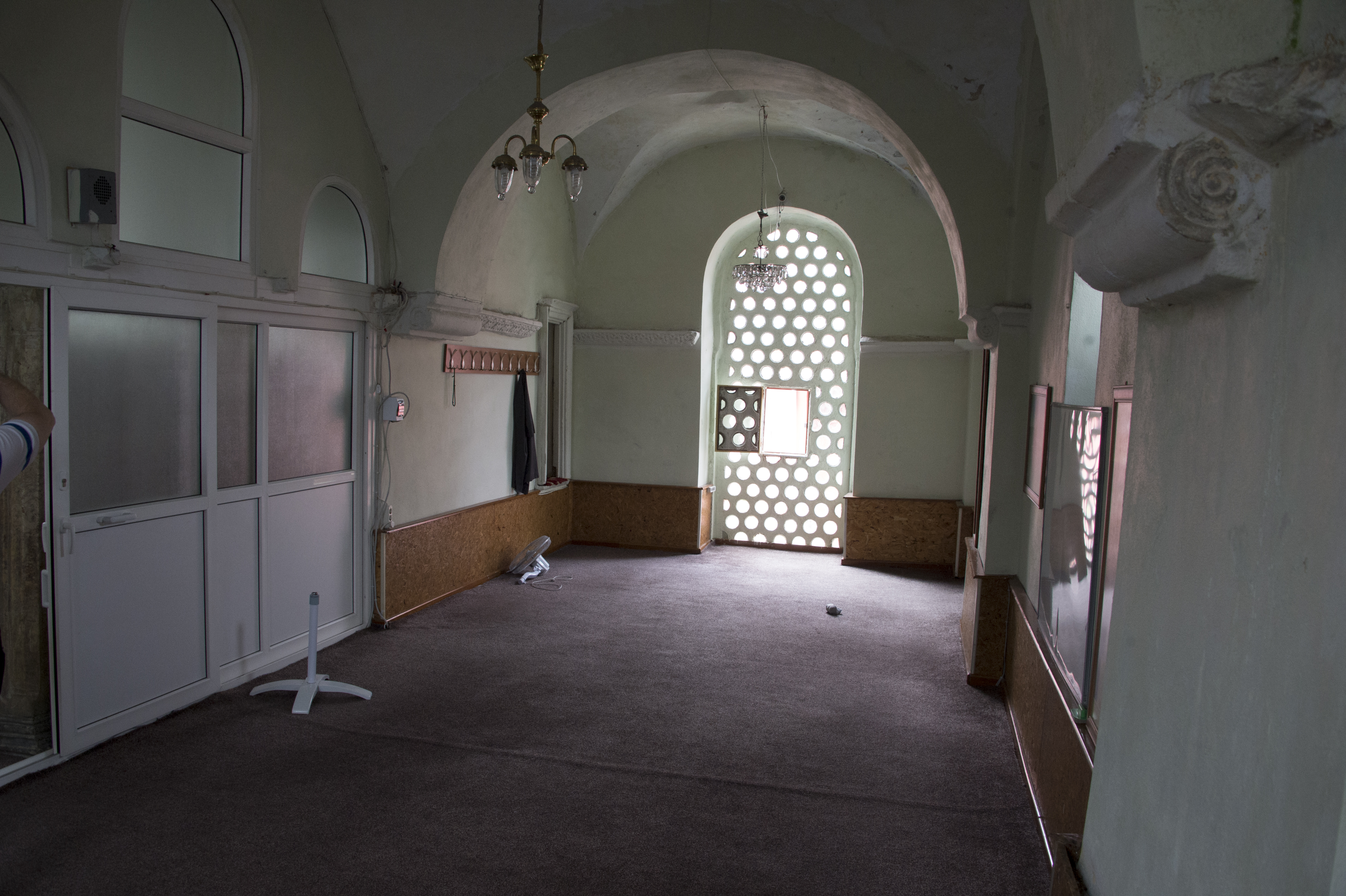
Pasillo de la mezquita de Eski Imaret
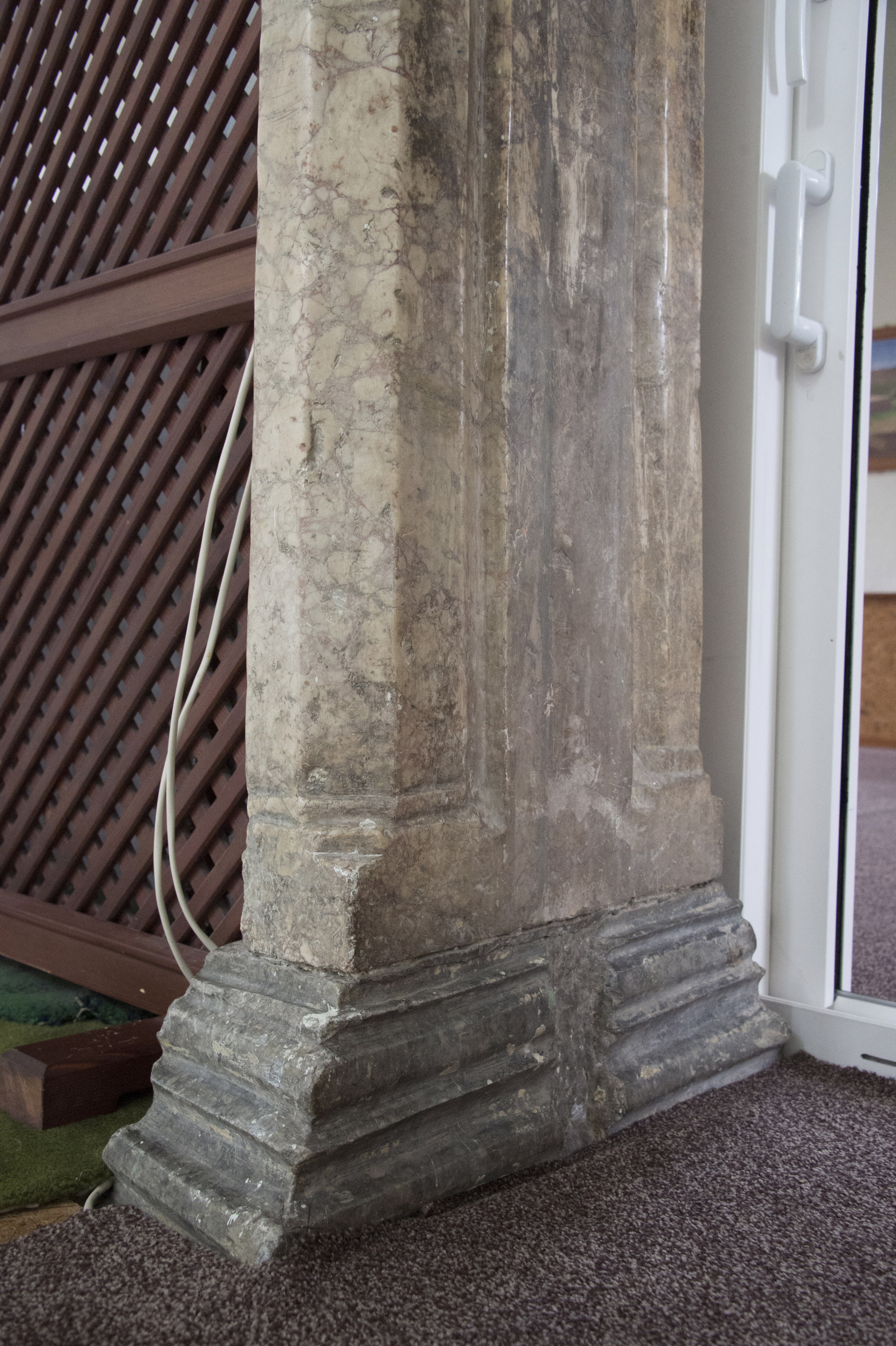
Columna de la mezquita de Eski Imaret
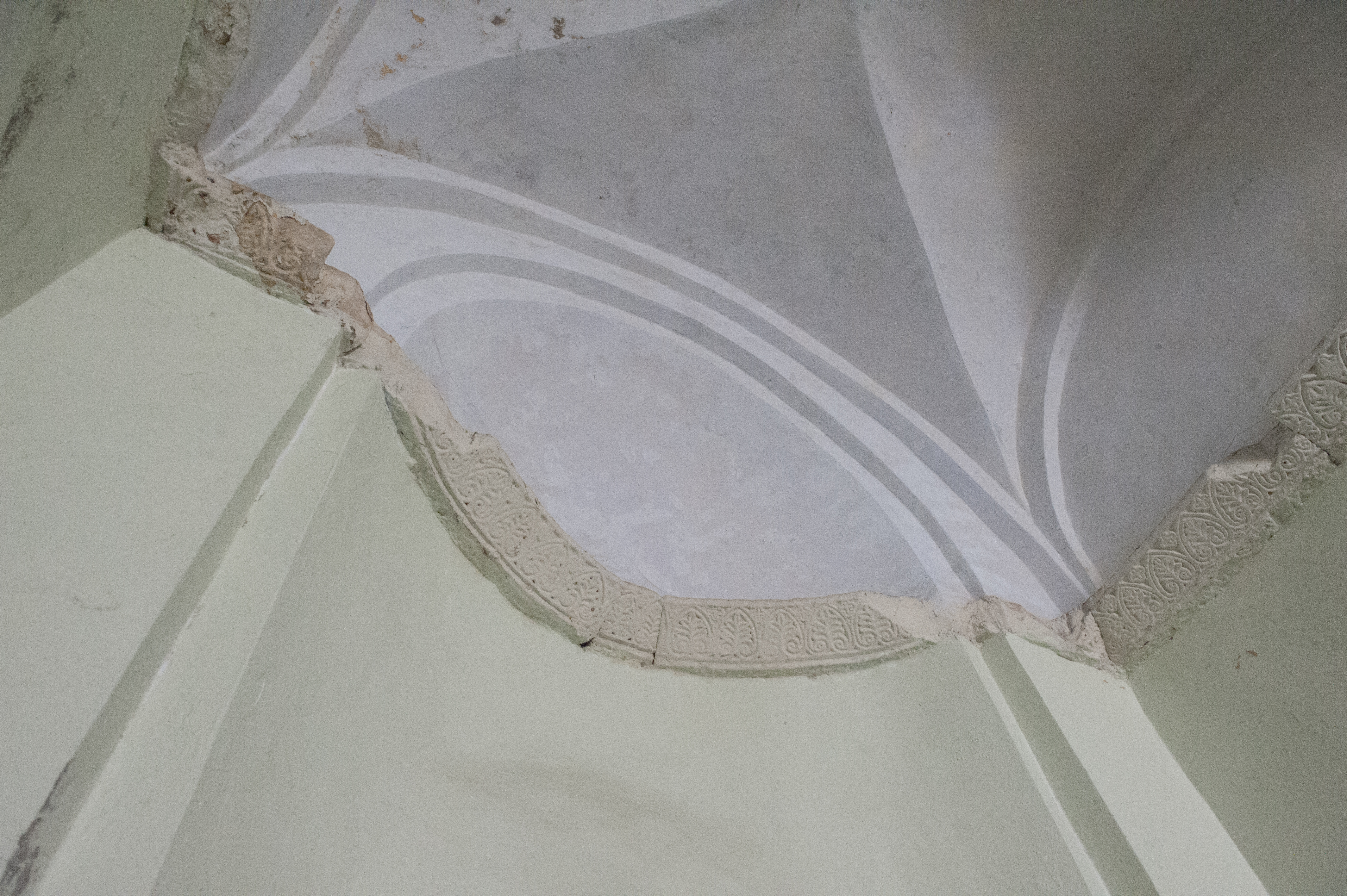
Decoración de la mezquita de Eski Imaret
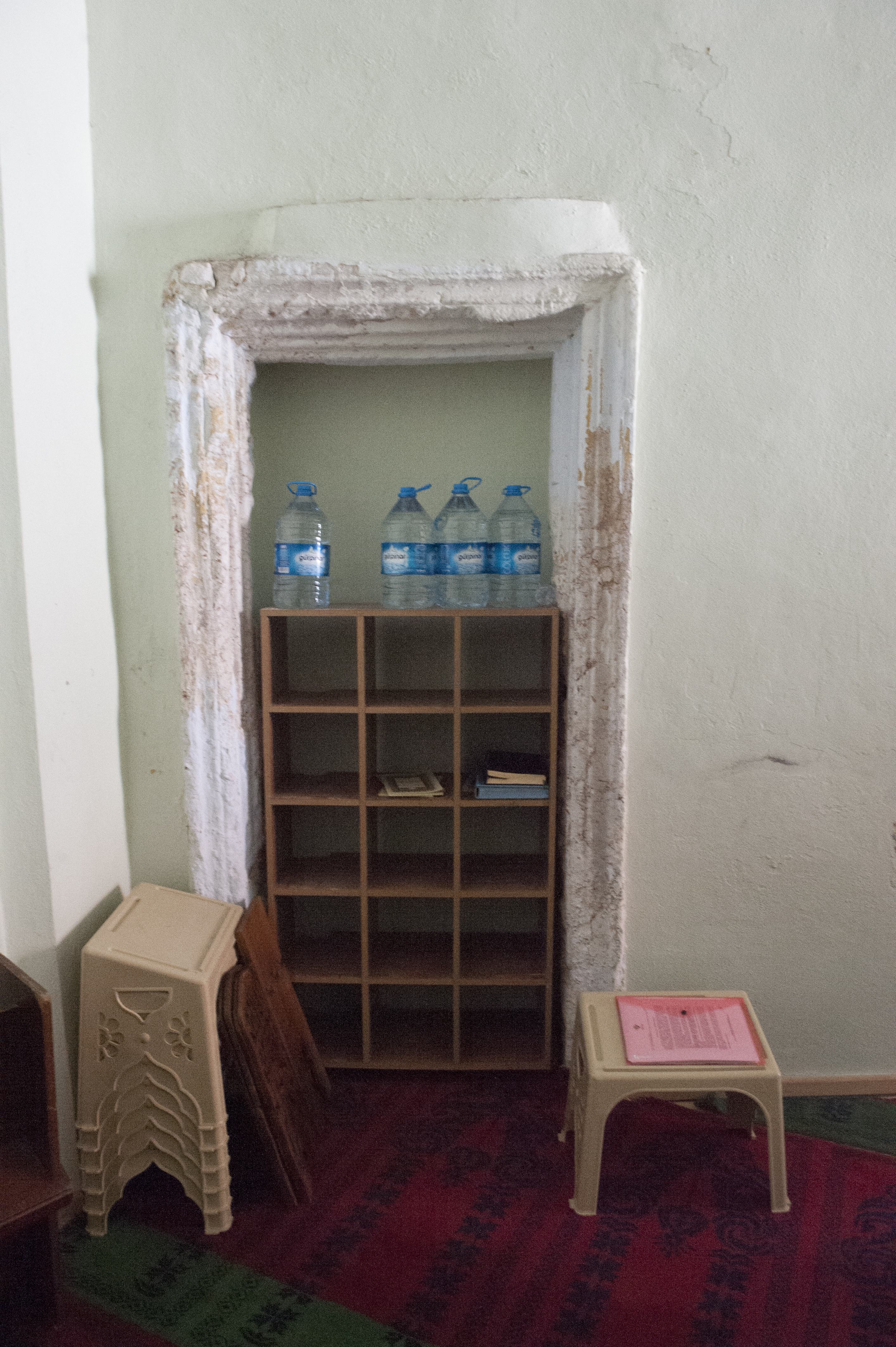
Mezquita Eski Imaret
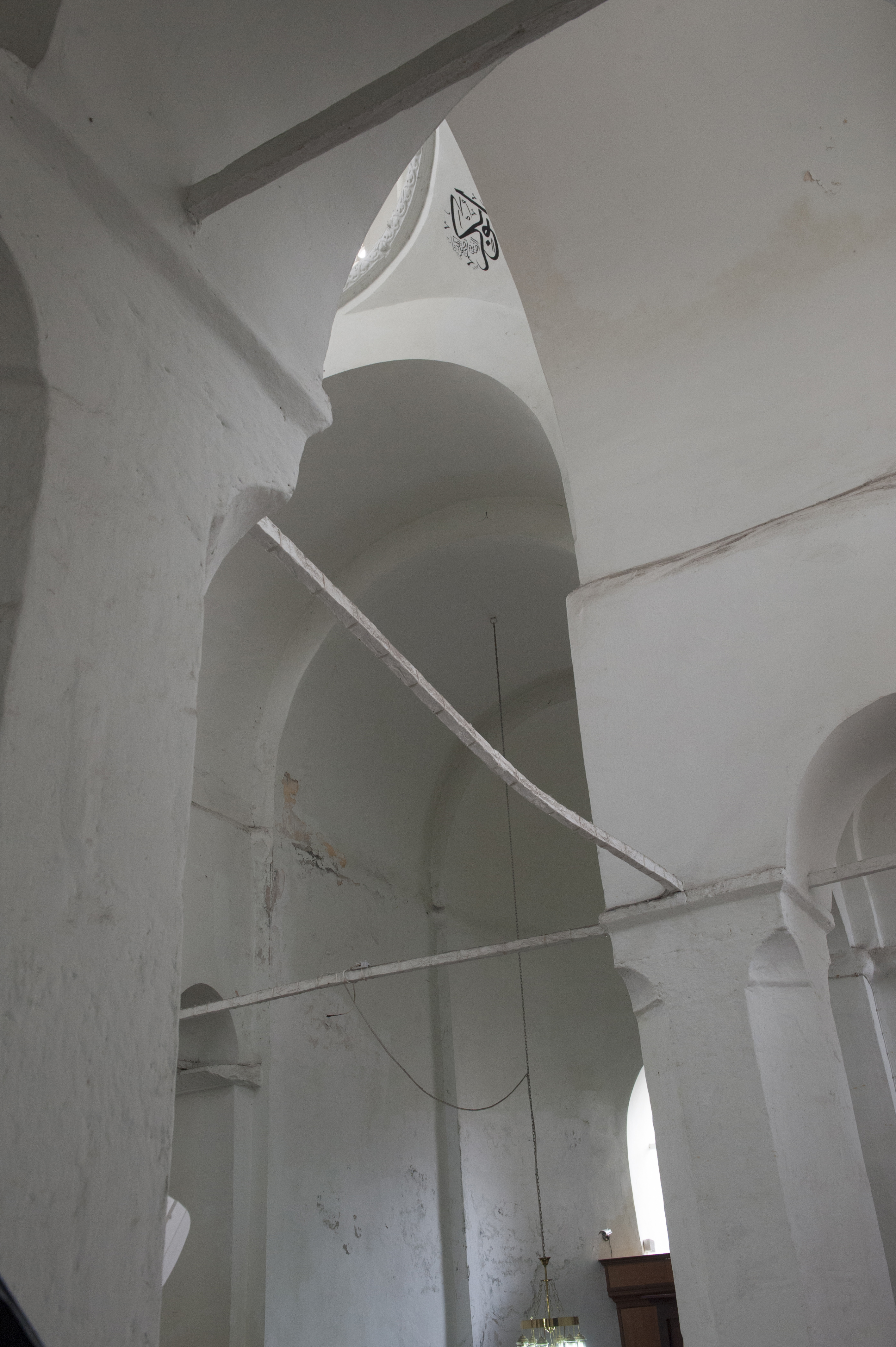
Mezquita Eski Imaret